# Bangka (Bangka-Belitung)
Het Indonesische eiland Bangka, in het Nederlands ook wel Banka geschreven, ligt tussen Sumatra en Borneo. Bangka maakt deel uit van de provincie Bangka-Belitung, een relatief nieuwe provincie van Indonesië, gevormd in 2002. Het is 11.616 km² groot, en is bekend om de winning van tin. Er leven ongeveer een half miljoen mensen.
Bangka is voor meer dan de helft bedekt met tropisch regenwoud en moerassen. In het midden van het eiland is een hoogland. Het eiland wordt gescheiden van Sumatra door de Straat Bangka en van Belitung door de Straat Gaspar. Ten noorden van het eiland is de Zuid-Chinese Zee en ten zuiden van het eiland ligt de Javazee.
Op het eiland bevinden zich vier regentschappen (kabupaten): Bangka, Bangka Barat (West-Bangka), Bangka Tengah (Centraal-Bangka) en Bangka Selatan (Zuid-Bangka). Daarnaast is er de stad Pangkal Pinang, tevens de hoofdstad van de provincie Bangka-Belitung.
Bangka kwam bij Nederlands-Indië door het traktaat van 13 augustus 1814 tussen het Verenigd Koninkrijk en Nederland, waarbij het eiland door de Britten werd geruild tegen Cochin in Brits-Indië.

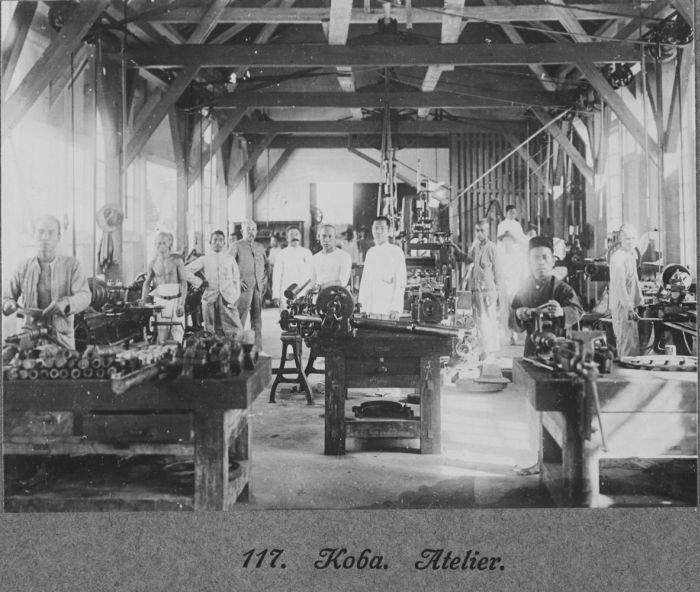
Portret van arbeiders in een werkplaats bij de tinmijnen te Koba.
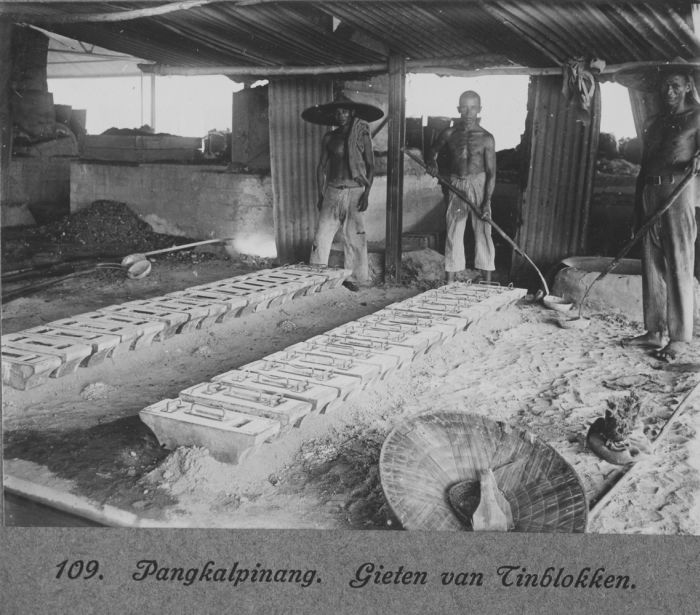
Het gieten van tinblokken te Pangkalpinang

## Geboren in Bangka
- Johannes Evert Hendrik Akkeringa (1861-1942), kunstschilder
- Rudi van Dalm (1927-2023), zanger